# Niels Kaj Jerne
Niels Kaj Jerne, FRS, danski imunolog in akademik, nobelovec, * 23. december 1911, London, Združeno kraljestvo, † 7. oktober 1994, Castillon-du-Gard, Gard, Francija.
Znan je predvsem kot teoretik, ki je pomembno prispeval k razumevanju specifičnosti v razvoju in regulaciji imunskega sistema, za kar je leta 1984 skupaj z Georgesom Köhlerjem in Césarjem Milsteinom prejel Nobelovo nagrado za fiziologijo ali medicino.

## Življenjepis
Rodil se je kot četrti od petih otrok v Londonu, kamor sta začasno emigrirala njegova starša, oba Danca po rodu z majhnega otoka Fanø ob jugozahodni obali Danske. V času prve svetovne vojne so se preselili na Nizozemsko, kjer je odraščal. Po maturi leta 1928 je tri leta delal v administraciji sadjarskega podjetja United Fruit Company, v prostem času pa je obiskoval tečaje matematike, književnosti, latinščine in grščine. Leta 1931 je vpisal študij fizike na Univerzi v Leidnu, ki pa ga ni zaključil. Po nekaj letih se je prepisal na študij medicine na Univerzi v Københavnu, ki ga je s presledki opravljal 13 let, vmes pa opravljal različna dela. V tem obdobju, leta 1935, se je prvič poročil, s slikarko Ilse Sonjo Wahlovo, in imel z njo dva otroka.

### Raziskovalno delo
Med vojno leta 1943 je diplomiral iz medicine, nato pa dobil položaj raziskovalca na Statens Serum Institut (SSI) v Københavnu, kjer ga je mentor Ole Maaløe usmeril v problematiko standardizacije imunskega odziva na toksine v cepivih. Na to temo je doktoriral leta 1951, do takrat pa je prek mentorja spoznal več vidnih raziskovalcev s področja molekularne biologije, kot so Max Delbrück, Günter Stent in James D. Watson. Po doktoratu je ostal na SSI in nadaljeval z delom na področju imunoloških standardov, tudi kot predstavnik svojega inštituta v ekspertnih skupinah Svetovne zdravstvene organizacije (WHO).
Leta 1954 je na Delbrückovo povabilo odšel na raziskovalni obisk na Kalifornijski tehnološki inštitut v ZDA, kjer je kot model uporabil bakteriofage in preučeval imunski odziv nanje. Tu je dosegel prvi preboj, na podlagi opazovanja dinamike vezave protiteles je razvil zamisel, da pride ob prisotnosti antigena do selektivnega namnoževanja protiteles, specifičnih za ta antigen, pri čemer so v serumu običajno prisotna protitelesa proti vsem možnim antigenom, a v izjemno majhnem številu. Podoben mehanizem izbora sta že prej predlagala Frank Fenner in Frank Macfarlane Burnet; Jernejeva teorija je bila bolj dodelana, a še vedno nezadovoljivo, poleg tega je nasprotovala dotlej uveljavljeni teoriji o antigenu kot šabloni za zvijanje protiteles, zato je med njegovimi kolegi sprva naletela na skepticizem (Watson mu je ob neki priložnosti odkrito zabrusil, da je »zanič«). Šele nekaj let kasneje sta jo bolje razvila Burnet in David Talmadge kot teorijo klonalnega izbora, ki je v veljavi še danes.
Kmalu po vrnitvi v Evropo je postal vodja programa biološke standardizacije pri WHO, s čimer je imel izkušnje že prej, in na tem mestu pomembno vplival na razvoj standardov v proizvodnji bioloških makromolekul, kot so inzulin, cepiva, antibiotiki idr., poleg tega pa prispeval k imunološki terminologiji, ki je bila tedaj še zelo pomanjkljiva (med drugim je uvedel pojem epitop). Med letoma 1960 in 1962 je vzporedno deloval kot profesor biofizike na Univerzi v Ženevi, nato pa se je odločil za polno vrnitev v akademsko okolje in sprejel položaj profesorja mikrobiologije ter vodje oddelka na Univerzi v Pittsburghu, ZDA. S sodelavcem Alom Nordinom je takrat postavil še en mejnik v imunologiji, razvila sta namreč t. i. test s plakotvornimi celicami (PFC), ki se je praktično takoj uveljavil kot eno ključnih orodij za objektivno vrednotenje imunskega odziva.
Leta 1966 se je znova vrnil v Evropo, tokrat kot predavatelj eksperimentalne terapije na Goethejevi univerzi v Frankfurtu in direktor Inštituta Paula Ehrlicha, vendar v tamkajšnjem rigidnem akademskem okolju ni bil zadovoljen. Čez tri leta je tako sprejel ponudbo farmacevtskega podjetja Roche (danes multinacionalka Hoffmann-La Roche) za financiranje novega raziskovalnega inštituta v Baslu, kjer bi imel popolno svobodo raziskovalne usmeritve in organiziranosti. Odločil se je, da bo inštitut specializiran za imunologijo in organiziran brez klasične linije akademske avtoritete. Med raziskovalci, ki jih je privabil, sta bila kasnejša nobelovca Georges Köhler in Susumu Tonegava. V tem času je objavil novo temeljno teorijo, namreč da celice, ki tvorijo protitelesa, nastajajo v imunotvornem organu, kjer potekajo intenzivne somatske mutacije, pri čemer so celice, ki reagirajo s telesu lastnimi antigeni, zatrte. Ta je bila hitro sprejeta in dodatno utrjena z odkritjem vloge poglavitnega kompleksa tkivne skladnosti nekaj let kasneje. Nasprotno se njegova tretja teorija o stabilnem omrežju protiteles, ki uravnavajo drug drugega dokler ravnovesja ne poruši antigen, ni izkazala za uporabno.
Leta 1980 se je umaknil z vodstvene funkcije in prevzel položaj posebnega svetovalca direktorja Pasteurjevega inštituta, vendar je, tudi zaradi zdravstvenih težav, naposled izgubil zanos ter se leta 1982 upokojil dokončno. Kljub temu pa je ostal na tekočem z napredkom na svojem področju in se občasno še udeleževal konferenc ter drugih srečanj.

### Zasebno življenje
Kot oseba je bil Jerne izrazito karizmatičen in v odnosu do žensk na zunaj šarmanten, vendar nagnjen k nezvestobi in sadizmu v ljubezenskih zvezah. Njegov avanturističen življenjski slog je prispeval k težavnemu odnosu s prvo ženo, ki se je končal z njenim samomorom leta 1945. O drugi ženi ni veliko govoril, imel naj bi jo predvsem za varuško svojih otrok, običajno na udobni razdalji medtem ko je sam delal v tujini. Tudi ta zakon je razpadel. Leta 1964 se je poročil še tretjič, z Ursulo Alexandro Kohl, ki ga je preživela.
Zanimal se je za klasične vede, grščino in filozofijo, predvsem Kierkegaardov eksistencializem, ki naj bi navdihnil njegove teorije. Njegov zgodovinski pomen za znanost izhaja predvsem iz njegove sposobnosti sinteze podatkov in opazovanja problemov z različnih perspektiv, poleg tega pa tudi iz organizacijskih veščin v dolgoletnem vodenju znanstvenih inštitucij v zadnjem obdobju njegove kariere. Samostojno je opravil izredno malo poskusov; po eni od anekdot nekoč ni želel sodelovati pri eksperimentalnem delu, saj ni bil dovolj prepričan v svojo sposobnost pipetiranja, ki je osnovna laboratorijska tehnika v imunologiji. Tudi svojim študentom se ni pretirano posvečal, bil pa je znan kot dober predavatelj.
V javnosti je bil vedno urejen, med kolegi je imel sloves »evropskega« intelektualca, ki je rad užival v klasični glasbi in dobri hrani. Po upokojitvi je živel v svojem gradiču v kraju Castillon-du-Gard blizu Avignona na jugu Francije, kjer je tudi umrl.

## Priznanja
Za svoje delo je prejel številna priznanja, med njimi nagrado Paula Ehrlicha, ki jo podeljuje Univerza v Frankfurtu, in mednarodno nagrado Gairdnerjevega sklada iz Kanade. Leta 1984 si je z Georgesom Köhlerjem in Césarjem Milsteinom razdelil Nobelovo nagrado za fiziologijo ali medicino, »za teorije o specifičnosti v razvoju in regulaciji imunskega sistema ter odkritje mehanizma nastanka monoklonskih protiteles«.
Sprejet je bil za člana Kraljeve danske akademije znanosti in Francoske akademije znanosti, tujega častnega člana Ameriške akademije umetnosti in znanosti ter člana britanske Kraljeve družbe. 7 univerz mu je podelilo častne doktorate, med njimi Univerza v Chicagu, Univerza Columbia in Univerza v Baslu.